# Вододел
Вододелът е категория във физическата география (хидрология и геоморфология основно), имаща основно значение при теренни наблюдения и изследвания. По своята същност представлява линията, която маркира разделението на два различни водосбора. Вододелът определя посоката на оттичане на реките (речния басейн). При планински терени вододелът следва планинското било, а при равнини – най-високата част.
Освен вододелните линии, които отделят поречията на реките, определен е и т.нар. главен вододел на Земята. Той отделя поречията на реките, които се вливат в Атлантическия и Северния ледовит океан от тези, които се вливат в Тихия и Индийския океан. Главният вододел на Земята следи предимно билата на високите планини. В Америка той минава по билата на Кордилерите и Андите, в Азия минава диагонално от североизток на югозапад в посока на високите вътрешноазиатски планини, а в Африка минава близо до източното крайбрежие на континента в почти меридионално направление. И в четирите континента той затваря в себе си контура на безотточните области.